# يوسف أوباما
يوسف إبراهيم الشهير باسم يوسف أوباما لاعب كرة قدم مصري دولي من مواليد 2 ديسمبر 1995، الإسكندرية في الإسكندرية العصافرة، لعب لصالح الاتحاد السكندري ونادي وادي دجلة ونادي الحزم ونادي الزمالك. انتقل مؤخرا للعب في صفوف نادي بيراميدز.

## مسيرته الكروية

### الزمالك
بدأ أوباما مسيرته مع نادي الزمالك حيث تم ترقيته من فريق تحت 23 سنة إلى الفريق الأول في يوليو 2014 من قبل مدرب الفريق حينها احمد حسام ميدو. وقال ميدو عن اللاعب :
| يوسف أوباما | تم إعطاؤه لقب أوباما بسبب تشابهه مع الرئيس الأمريكي السابق باراك أوباما. | يوسف أوباما |

في موسم 2013-2014 ومع صافرة النهاية لمباراة تليفونات بني سويف حضر أوباما ليعلن عن فوز مثير لنادي الزمالك وحصد النقاط الثلاثة.
شارك في فترته الأولي مع الزمالك في 26 مباراة صنع خلالها 3 أهداف وسجل هدفين.

### الإتحاد السكندري
في عام 2015، انضم إلى الاتحاد السكندري علي سبيل الإعارة، شارك في 35 مباراة، سجل خلالهم 9 أهداف وصنع 3 أخرين.
غاب أوباما عن جنازة والدته من أجل اللعب في النادي. بعد أن علم بوفاة والدته قبل ساعات من مباراة ضد الإنتاج الحربي، قرر البقاء مع الفريق وسجل هدف الفوز في المباراة قبل أن ينهار في البكاء خلال احتفاله. وعلق في وقت لاحق قائلاً:
| يوسف أوباما | أردت أن أتبع رغبات أمي بعدم ترك فريقي لأي سبب. | يوسف أوباما |

وقد اجتذب أوباما انتباه العالم لرد فعله على فقدان ركلة جزاء خلال مباراة في الدوري الممتاز المصري بعد أن انقذ حارس المرمي ركلة الجزاء، دخل أوباما مباشرة خارج الملعب وفي النفق مما أجبر المدرب مختار مختار على إجراء تبديل حيث فشل في العودة إلى أرض الملعب.

### وادي دجلة
في الموسم التالي إنتقل اللاعب على سبيل الإعارة مرة أخرى إلي وادي دجلة، ليشارك في 14 مباراة سجل خلالهم هدفين وصنع أخر.

### الزمالك
في 27 أغسطس 2017، لعب يوسف أوباما بالتيشيرت رقم 10 لأول مرة، في ودية الزمالك مع حرس الحدود. اوباما حصل علي رقم محمود عبد الرازق شيكابالا الذ انتقل للرائد السعودي على سبيل الإعارة.
في 21 مايو 2018، كان أوباما صاحب الركلة الأخيرة التي كتبت هزيمة سموحة في نهائي كأس مصر 2018، التي توج بها الزمالك عقب التغلب على سموحة 5-4 بركلات الترجيح في المباراة النهائية.
وقع اوباما عقدًا جديدًا مدته أربع سنوات مع الزمالك. في موسم 2018-2019 سجل أوباما أوباما هدفين ليفوز الزمالك بنتيجة 2/1 ويحصد النقاط الثلاثة.
في 31 يوليو 2019، قرر أوباما التنازل عن رقم 10 لصالح شيكابالا في الموسم الجديد ظوحصل علي الرقم 14.

#### موسم 2020-2021
في 6 يناير 2021، أعلن نادى الزمالك غلق ملف التجديد للاعب الفريق الكروي الأول يوسف أوباما بعد الاتفاق على كافة بنود التعاقد الجديد والخاصة بالمدة وقيمة الراتب السنوي. وقال اللاعب بعدها:
| يوسف أوباما | جددت للزمالك لمدة 3 سنوات وسيمتد عقدي حتى عام 2024، ولدي استعداد للتجديد حتى نهاية عمري. | يوسف أوباما |

في 02 يناير 2021، سجل أوباما هدفاً في فوز الزمالك على إنبي بهدفين مقابل هدف على ملعب بتروسبورت ضمن مباريات الجولة الخامسة من الدوري المصري.
في 9 يناير 2021، سجل أوباما هدفه في الدقيقة 17 عن طريق رأسية شباك طلائع الجيش في المباراة التي إنتهت بفوز الزمالك بنتيجة 3-0 على ملعب استاد الجيش بالسويس.
في 19 يناير 2021، نجح فريق الزمالك في احتلال صدارة الدورى المصري بعد الفوز علي الجونة بنتيجة 1-0، الهدف أحرزه يوسف أوباما في الدقيقة 10 من عمر المباراة التي أقيمت بين الفريقين علي استاد بتروسبورت.
في 28 يناير 2021، سجل أوباما هدفين، في فوز الزمالك على مصر للمقاصة بأربعة أهداف مقابل هدف على ملعب بتروسبورت، ضمن مباريات الجولة العاشرة من الدوري المصري.
في 7 فبراير 2021، ضاعف أوباما من تقدم الزمالك في الدقيقة 77 بعد كرة عرضية من إمام عاشور في الجانب الأيمن ليحولها داخل منطقة الجزاء، لينقض صانع ألعاب الأبيض عليها بالرأس معلنًا ثاني أهداف فريقه في المباراة التي فاز بها الزمالك 2-0 علي الإتحاد السكندري ضمن مواجهات الجولة 12 من الدوري المصري.
في 17 فبراير 2021، سجل أوباما هدفاً في الدقيقة 50 من عمر المباراة التي جمعت الزمالك مع الإسماعيلي باستاد القاهرة الدولي، بعدما لعب أحمد سيد زيزو كرة ثابتة في عمق منطقة الجزاء تجاه محمود علاء الذي سدد كرة ارتدت من محمد فوزي إلى أوبامام الذي لم يتردد في إسكان الكرة بالشباك.
في 10 أغسطس 2021، سجل أوباما الهدف الأول لفريقه في شباك الاتحاد السكندرى في الدقيقة 61 من عمر المباراة التي إنتهت بفوز الزمالك بنتيجة 2-1 على ستاد الإسكندرية، ضمن منافسات الجولة التاسعة والعشرون من عمر مسابقة الدورى المصرى الممتاز.

## الإنجازات

### الزمالك
- الدوري المصري (2) : 2014–15، 2020–21
- كأس مصر (4) : 2013–14، 2014–15، 2017–18، 2018–19
- كأس السوبر المصري (1) : 2019–20
- كأس السوبر المصري السعودي (1) : 2018
- كأس الكونفيدرالية الأفريقية (2): 2018–19, 2023-24
- كأس السوبر الأفريقي (1) : 2020
- بيراميدز:
- دوري ابطال افريقيا (1) : 2025

## روابط خارجية
- يوسف أوباما على موقع Soccerway.com (الإنجليزية)
- يوسف أوباما على موقع عالم كرة القدم.نت (الإنجليزية)
- يوسف أوباما على موقع كووورة